# أبو جعفر الأربسي
أبو جعفر الأربسيَ هو أبو جعفر أحمد - ويقال حمودة - بن سعدون الأربسى نسبة إلى مدينة الأربس بالجهة الغربية من البلاد التونسية وبها ولد ثم قدم القيروان وأخذ عن أعلام محدثيها وفقهائها. ثم انتقل إلى سوسة واستقر بها إلى أن توفي. وشارك في إحدى غزوات الأغالبة بجزيرة سردانية. ولذلك عرف أيضا بالسرداني. ودرس على كبير علماء سوسة يحيى بن عمر وأخذ عنه كل ما يرويه. ولما انتقل يحيى في زمان المحنة بخلق القرآن -إلى مدينة تونس أودع جميع كتبه عند تلميذه أبي جعفر لحفظها عنده في داره. فنسخها أبو جعفر بأكملها في تلك المدة. واشتهر أبو جعفر بالورع الكامل والصلاح. وكان أبو جعفر القمودي من اخص أصدقائه وجلسائه. وقد عاشا زمانا طويلا لا يفترقان مقبلين على العبادة والمرابطة. 
واعتل أبو جعفر في أخر عمره -الذي فات الثمانين- إلى أن توفي في سوسة في المحل المعروف بدار المشائخ وذلك يوم الجمعة غرة ذي القعدة من سنة 323 هجري/2 أكتوبر 934م ودفن حذو قبة الرمل خارج البلدة في المكان المعروف اليوم باسم شاطئ (بو جعفر).
يحمل شاطئ الكورنيش اليوم اسم شاطئ بو جعفر حيث يوجد قبره ويرتاد هذا الشاطئ الجميل سنويا الآلاف من المصطافين كما يُنظم على حافته أكبر مهرجان شعبي تونسي هو مهرجان (أوسو) ويقام في 24 جويلية من كل سنة.

## المرجع
- ورقات عن الحضارة العربية بإفريقية ل حسن حسني عبد الوهاب